# Kiriakos Mitsotakis
Kiriakos Mitsotakis (grec: Κυριάκος Μητσοτάκης)  (Atenes, 4 de març de 1968) és un polític grec del partit conservador Nova Democràcia. Ha estat membre del Parlament Hel·lènic pel districte electoral Atenes B des de 2004, i exercí entre 2013 i 2015 com a  Ministre de reforma Administrativa i Governança Electrònica al gabinet d'Andonis Samaràs. El gener de 2016 fou candidat en la segona ronda de les eleccions a la direcció de Nova Democràcia, després de quedar segon darrere d'Evànguelos Meimarakis a la primera volta, celebrada el 20 de desembre de 2015, i aconseguí la victòria. Ha sigut primer ministre de Grècia entre 2019 i 2023. A les eleccions legislatives gregues de juny de 2023 va obtenir la majoria absoluta, esdevenint de nou Primer Ministre de Grècia.

## Biografia

### Primers anys i educació
Nascut a Atenes, és fill del que fou primer ministre de Grècia i president honorari del partit polític Nova Democràcia, Konstantinos Mitsotakis, i Marika Mitsotakis. Kiriakos té tres fills, Sofia, Konstantinos i Dafni. A més del grec, parla anglès, francès i alemany.
Va sortir de Grècia en 1968 per anar a París, quan tenia sis mesos d'edat, juntament amb la seva família, perquè el seu pare era un persona non grata per a la junta militar grega. Va tornar quan la democràcia va ser restaurada el 1974. El 1986, assistí a l'Athens College, en el qual, gairebé al final de l'any, es va convertir en president de la seva classe.
De 1986 a 1990, va estudiar Estudis Socials a la Universitat Harvard de Cambridge (Massachusetts), als Estats Units, on es va graduar cum laude. A més, va ser distingit amb el premi Hoopes.

### Carrera professional
Va treballar com a analista econòmic al Chase Manhattan Bank 1990-1991 a Londres. Més tard va tornar a Grècia i es va dirigir a la Força Aèria Hel·lènica per complir el seu deure militar. Complí el seu servei durant sis mesos, abans de tornar a Atenes a l'Ala de Combat 111 a Nea Ankhíalos.
Kiriakos va tornar als Estats Units, on va continuar els seus estudis a la Universitat Stanford de la qual va rebre un mestratge en el Pla Econòmic Internacional. Va continuar el cercle d'estudis i va tornar a Harvard, on va ser guardonat amb un MBA. De 1995 a 1997, es va estar a Londres i se'n va anar a la consultora McKinsey & Company. Més tard va tornar a Grècia, on va treballar a Alpha Ventures, un private equity filial d'Alpha Bank. Va continuar amb el grup Banc Nacional de Grècia, com a director general de NBG capital de risc. Entre gener de 2000 abril de 2003, va treballar al Consell Internacional del Consell Nacional de l'Empresa.
El Consell Nacional de l'Empresa fou una de les més poderoses empreses financeres, tant als mercats de risc dels Balcans com als grecs. El Consell Nacional de l'Empresa va tenir la primera empresa que es va especialitzar funcions en el capítol del consell de l'empresa que treballava amb empreses gregues amb alt nivell tecnològic i va ser la primera empresa a explorar el treball en el mercat turc.

### Carrera política
Abans de les eleccions del 2000, va treballar en els equips organitzatius preelectorals de Nova Democràcia.
A les eleccions del 2004, va obtenir un escó amb Nova Democràcia per la circumscripció d'Atenes B (que comprèn tots els suburbis d'Atenes). Va rebre més vots que qualsevol altre candidat de Nova Democràcia al país i va ser triat membre del parlament.
El 2007 es va informar que Kiriakos Mitsotakis va estar involucrat en l'escàndol de suborn grec de Siemens. No obstant això, Mitsotakis va afirmar que no havia estat involucrat en aquest escàndol, i mai no es va provar que fos culpable.
És el president de l'equip d'Amistat amb el Parlament de Finlàndia i membre de l'equip d'amistat amb Egipte i Hongria.
Kiriakos Mitsotakis és president d'honor de la Fundació Konstantinos Mitsotakis, que té l'objectiu de promoure la vida i obra de Konstantinos Mitsotakis i, informar de la història política moderna de Grècia.
El 24 de juny de 2013, Kiriakos Mitsotakis va ser designat com a Ministre de la Reforma Administrativa i Governança Electrònica de Grècia en el govern d'Andonis Samaràs, en substitució d'Andonis Manitakis.
El 10 de gener del 2016 Kiriakos Mitsotakis va ser elegit president del partit polític Nova Democràcia en substitució de Ioannis Plakiotakis (president de transició) amb gairebé el 4% de diferència respecte al seu oponent Evànguelos Meimarakis. Syriza va patir una dura derrota a les eleccions al Parlament Europeu de 2019, perdent contra el partit opositor Nova Democràcia i es van convocar eleccions avançades, en les que va aconseguir el 31,53% dels vots i només 86 escons al Parlament hel·lènic. Alexis Tsipras va admetre la derrota enfront Mitsotakis i va dimitir l'endemà.

### Primer ministre
A les eleccions legislatives gregues de 2019, Nova Democràcia (ND) aconseguí la majoria absoluta. L'endemà mateix, el líder del partit, Kiriakos Mitsotakis, jurà el càrrec de primer ministre de Grècia. Les eleccions del maig de 2023, en què es va suprimir la bonificació a la majoria no van donar la majoria a cap formació malgrat l'increment de suport a ND i Mitsotakis va convocar noves eleccions, en les que ND va guanyar amb el 40,4% dels vots i va doblar els resultats del segon partit, Syriza, esdevenint de nou Primer Ministre de Grècia, amb un govern en majoria absoluta.
Mitsotakis va remodelar el seu govern després de les eleccions al Parlament Europeu de 2024 per impulsar les polítiques socials i el control de la inflació, amb la substitució dels responsables dels ministeris de Treball, Interior, Agricultura i Migració.
En juny de 2025 va remodelar de nou el govern després d'una onada de dimissions per un frau el pressupost agrícola de la Unió Europea després que la fiscalia europea investigués desenes de casos en què grecs van rebre fons per pastures que no posseïen ni arrendaven, o per treballs agrícoles que no realitzaven.